# 第二回天

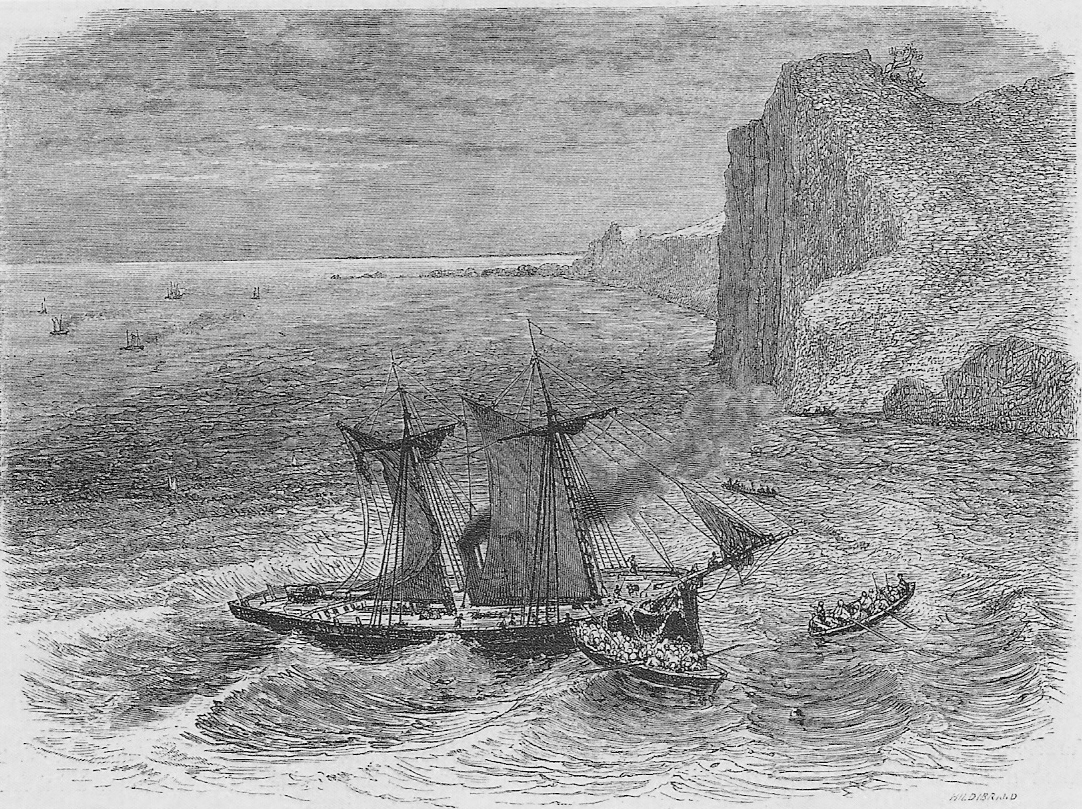
損傷した高雄丸

第二回天（だいにかいてん）は、幕末に箱館政権が所有していた軍艦。元は秋田藩所有の新政府軍艦高雄丸（たかおまる）。

## 艦歴
高雄丸は米国でポータクセット級蒸気スクーナー（Pawtuxet class）の2番艦アシュロット（Ashuelot）として建造された。ポータクセット級は南北戦争中に税関監視艇局のカッター（哨戒艦）として6隻が建造されたが、戦争中は船団の護衛と哨戒に従事していた。後に6隻中3隻が日本に売却されている。
アシュロットは秋田藩に購入され高雄丸と改名。新政府軍は田島圭蔵を艦長に命じるが、田島は箱館が旧幕府軍に占領されていることを知らず、明治元年（1868年）10月に寄港し、榎本武揚らの箱館政権に拿捕されてしまう。
箱館政権の手にわたった高雄丸は第二回天と改名され、古川節蔵が艦長に命じられた。箱館政権は主力艦開陽丸を座礁で失ったため、新政府軍の甲鉄を奪取する作戦を立案し、第二回天は回天丸、蟠竜丸と共に参加した。フランス海軍を脱走したウージェーヌ・コラッシュも乗艦していた。
3隻は1869年5月2日（明治2年3月21日）に箱館を出航したが悪天候に遭遇し、第二回天は機関故障、蟠竜丸ははぐれてしまった。結局蟠竜丸は作戦には参加できず、箱館へと戻った。5月6日（3月25日）、回天丸は宮古湾に侵入した。機関故障の第二回天は3ノット以上の速力が出せなかったため、その後を追った。回天丸は甲鉄に接舷し、土方歳三ら斬り込み隊が突入したが作戦は失敗、回天丸は宮古湾を離脱した。丁度そのとき、第二回天が宮古湾に入ってきた。作戦失敗を知った第二回天も脱出を試みたが、新政府艦隊から逃げ切れず、コラッシュの指示により海岸近くに座礁した。第二回天の乗組員は上陸し山に逃れようとしたが、数日後に新政府軍に投降した。
- 1863年7月8日 アメリカで、「アシュロット（Ashuelot）」として、進水する。
- 1864年12月 竣工する。
- 1865年9月 ポートランドで修理する。
- 1867年5月7日 スターテン・アイランドで入渠する。
- 1867年6月20日 ニューヨークのJ・C・ Fullerに28,300ドルで売却される。
- 1868年3月 秋田藩が購入し「高雄」と改名する。
- 1868年10月27日 北海道箱館で榎本政権が捕獲し、「第二回天」に改名する。
- 1869年3月 暴風の影響により機関が損傷し、宮古湾で新政府軍の甲鉄等の攻撃により損傷し、後に焼却処分とされた。

なお、アシュロットという名前の米国海軍の軍艦（USS Ashuelot）が同時期に米国アジア艦隊に在籍しており、来日もしているが、本艦とは別である。

## 同型艦
- 河内丸：元5番艦カンカキー（USRC Kankakee）
- 武蔵艦：元6番艦キワニー（USRC Kewanee）

## 参考資料
- Ashuelot, 1863、米国沿岸警備隊
- M. ド・モージュ、アルフレッド ウェット、ウジェーヌ コラッシュ著、市川慎一、榊原直文訳『フランス人の幕末維新』、有隣堂（1996年）、ISBN 978-4896601350